# Fondation Eclipse
Pour les articles homonymes, voir Éclipse (homonymie).
La fondation Eclipse est une organisation à but non lucratif supervisant le développement de l'IDE open source Eclipse et des projets gravitant autour, et qui aide à cultiver une communauté open source et un écosystème de produits et de services complémentaires autour d'Eclipse.
La fondation Eclipse est financée par les cotisations annuelles de ses membres. Elle est considérée comme une organisation Open Source de troisième génération.

## Histoire
Le projet Eclipse a été initié par IBM pour remplacer, en utilisant Java, son IDE Visual Age alors fondé sur Smalltalk. Dès l'origine du projet, IBM a voulu offrir une solution multiplateforme, pouvant être exécutée sur les différents systèmes d'exploitation de ses clients. De même le projet s'est voulu extensible par le biais de plugins. En novembre 2001, Eclipse, en tant que logiciel libre, voit le jour, porté par un regroupement de sociétés.
Le nom Eclipse serait un jeu de mots : le créateur de Java est Sun en français : « soleil », concurrent qu'IBM semble vouloir « éclipser ».
En 2003-2004 le consortium Eclipse, un consortium composé d'une cinquantaine d'acteurs du monde logiciel fonde la fondation Eclipse, une fondation à but non lucratif qui a pour but de diriger et superviser le développement d'Eclipse.

### Membres stratégiques
Chacun des membres stratégiques possède un représentant au conseil d'administration de la fondation Eclipse ce qui leur permet d'avoir une influence directe sur la direction stratégique de la fondation. Les membres stratégiques possèdent aussi un siège dans les différents conseils de la fondation, fournissant ainsi leur avis sur les thèmes et les priorités de l'écosystème Eclipse.
- Actuate
- Bredex
- CA
- CEA
- Google
- IBM
- Innoopract
- itemis
- Obeo
- Oracle
- SAP

### Autres membres
Il y a approximativement 190 membres au sein de la fondation Eclipse représentant la plupart des régions du monde ainsi que de nombreux secteurs industriels et technologiques.
Microsoft a rallié la fondation en 2016, en lui apportant divers outils placés sous licence libre, en particulier pour son environnement de Cloud computing, Microsoft Azure.

## Projets de la Fondation Eclipse

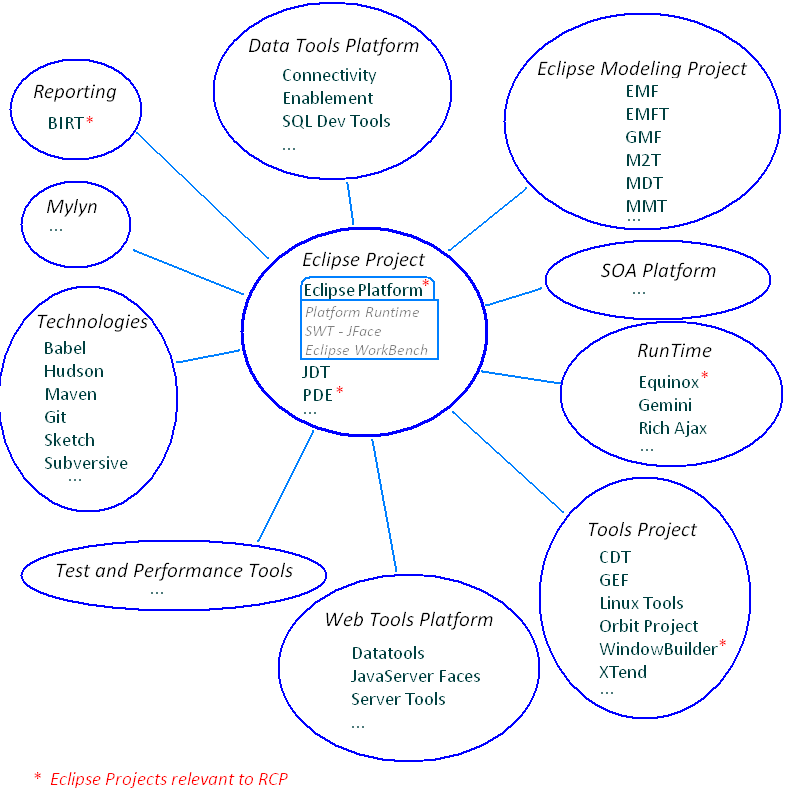
Les principaux projets et sous-projets Eclipse en 2012, organisés par famille

On ne peut dresser une liste exhaustive des projets ou d'extensions d'Eclipse car l'écosystème autour d'Eclipse est très actif.
Eclipse définit un programme de développements organisés autour de l'EDP (Eclipse Development Process), qui régit les règles et procédures de développements des projets.

### Les 'Top-Level Projects'
Eclipse est ainsi organisé en 2011 en 11 'Top-Level projects' ('projets de haut niveau'), chacun de ces projets pouvant contenir plusieurs projets :
Une liste des Top-Level projects et autres projets gravitant autour de l'IDE Eclipse peut être trouvée sur cette page.

## Packages en téléchargement
Une douzaine de packages, regroupant chacun un ensemble de sous-projets Eclipse pour un usage particulier, sont par ailleurs proposés en téléchargement sous forme d'installeurs 'prêt à l'emploi'.
C'est ainsi le cas de:
- Eclipse IDE for Java Developers, regroupant un IDE Java, un client CVS, un client Git, XML Editor, Mylyn, Code Recommenders, Maven et WindowBuilder
- Eclipse IDE for JavaEE Developers, regroupant un IDE Java, les outils de développements Web, JavaEE, Javascript, les outils de gestion de données (Data Tools Platform), Maven
- Eclipse IDE for C/C++Developers, regroupant un IDE C et C++, un client CVS, un client Git, Mylyn, et un outil de déploiement et de gestion de systèmes distants
- Eclipse for RCP and RAP Developers, plateforme dédiée à la construction et déploiement de client riche, incluant outre l'Eclipse Platform, Equinox, BIRT ou le PDE (Plug-in Development Environment)[7]
- Eclipse Standard, le socle de base pour créer des plugins Eclipse regroupant l'Eclipse Platform, le JDT (Java Development Tools) et le PDE
- Eclipse Modeling Tools, regroupant des outils pour fabriquer ses propres modeleurs (le langage avec EMF, les éditeurs graphiques avec GMF, les formulaires avec EEF) et ses générateurs de code (Acceleo), et divers autres outils comme Mylyn.
- Eclipse Orion, un IDE en ligne pour Java, Javascript, HTML et CSS.

etc.